# Petrikirche (Petershagen)

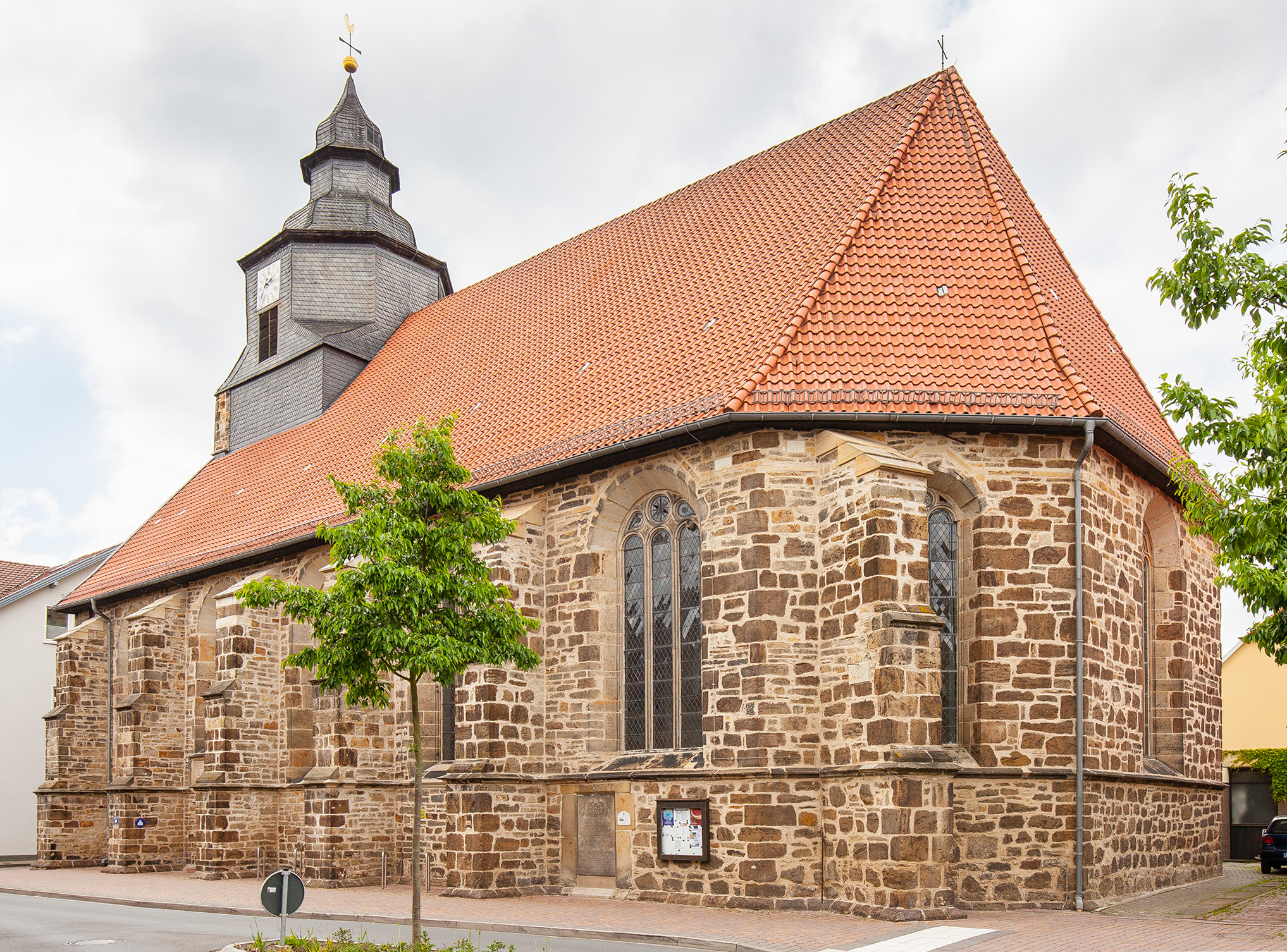
Petrikirche in Petershagen

Die Petrikirche (auch: Stadtkirche) in Petershagen ist die Pfarrkirche der Evangelisch-Lutherischen Kirchengemeinde Petershagen. Sie gehört zum Kirchenkreis Minden der Evangelischen Kirche von Westfalen.
Das heutige Kirchengebäude wurde in den 1610er Jahren anstelle eines Vorgängerbaus errichtet.

## Baugeschichte
Die ursprüngliche, um 1360 erbaute Petrikirche wurde 1553 durch einen Brand zerstört. Der Neubau entstand in den Jahren 1615 bis 1618 im Stil der Renaissance mit gotisierenden Elementen. Als Vorbild diente die kurz zuvor fertiggestellte Bückeburger Stadtkirche, allerdings ohne ihre reich verzierte Renaissance-Fassade.

## Architektur

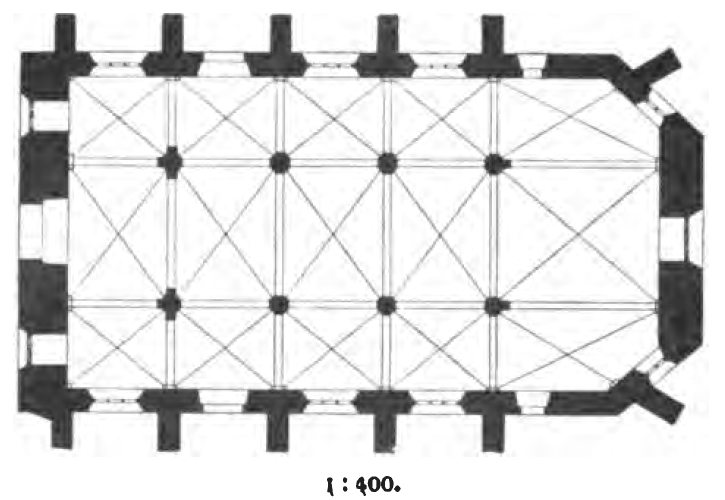
Grundriss

Die Petrikirche ist eine dreischiffige, vierjochige Hallenkirche. Der Chor in der Breite des Langhauses ist ebenfalls dreischiffig und gerade geschlossen mit abgeschrägten Ecken. Der Turm befindet sich auf dem westlichen Joch des Mittelschiffs und trägt eine Welsche Haube, die aus dem Jahr 1732 stammt.
Im Kirchenschiff befindet sich Kreuzrippengewölbe mit Schlusssteinen auf achteckigen Pfeilern und Konsolen. Die Fenster sind im Schiff rundbogig, überwiegend dreiteilig und mit Maßwerk verziert, im Turm flachbogig. Ein vermauertes Rundfenster über dem rundbogigen Portal in der Westseite ist mit rotierenden Fischblasen verziert.

## Ausstattung
Die Kirchenausstattung stammt zum überwiegenden Teil aus der Renaissance. Dazu gehören der achteckige Taufstein, der ursprünglich aus der Kapelle des Schlosses stammt, ein steinernes Epitaph aus dem 16. Jahrhundert sowie zwei Kronleuchter aus Bronze, von denen einer die Jahreszahl 1647 trägt.